# Liste der Gemeinden im Landkreis Freyung-Grafenau

Karte des Landkreises Freyung-Grafenau

Die Liste der Gemeinden im Landkreis Freyung-Grafenau gibt einen Überblick über die Verwaltungseinheiten des Landkreises. Es gibt 25 politische Gemeinden, von denen 15 eine eigene Verwaltung haben, und 4 Verwaltungsgemeinschaften.

## Legende
- Verwaltungseinheit: Name der Gemeinde und Angabe der Gemeindeart: Gemeinde (–), Markt (M), Stadt (St), Große Kreisstadt (GKSt) oder Name der Verwaltungsgemeinschaft. Einheitsgemeinden wie auch Verwaltungsgemeinschaften sind fett gedruckt
- Wappen: Wappen der Gemeinde
- GT: Gemeindeteile der Gemeinde. Der Wiki-Link ist mit der Gemeindegliederung der jeweiligen Gemeinde verknüpft.
- VG: Zeigt ggf. an, ob eine Gemeinde zu einer Verwaltungsgemeinschaft gehört
- Karte: Zeigt die Lage der Gemeinde im Landkreis
- Fläche: Fläche der Stadt beziehungsweise Gemeinde, angegeben in Quadratkilometer
- Einwohner: Zahl der Menschen, die in der Gemeinde beziehungsweise Stadt leben (Stand: 31. Dezember 2023[1])
- EW-Dichte: Angegeben ist die Einwohnerdichte, gerechnet auf die Fläche der Verwaltungseinheit, angegeben in Einwohner pro km2 (Stand: 31. Dezember 2023[2])
- Statistik: Link zur kommunalen Statistik des Bayerischen Landesamts für Statistik
- Website: Website der der Gemeinde bzw. der Verwaltungsgemeinschaft

## Gemeinden
| Verwaltungseinheit                      | Wappen                                      | GT | VG              | Karte                                                                          | Fläche in km²  | Einwohner      | Einwohner je km² | Statistik | Website |
| --------------------------------------- | ------------------------------------------- | -- | --------------- | ------------------------------------------------------------------------------ | -------------- | -------------- | ---------------- | --------- | ------- |
| Landkreis Freyung-Grafenau              | Wappen des Landkreises Freyung-Grafenau     |    |                 | Der Landkreis Freyung-Grafenau                                                 | 983.86 (100 %) | 78512 (100 %)  | 80               | [ 3 ]     | [ 4 ]   |
| Verwaltungsgemeinschaft Hinterschmiding |                                             |    | Hinterschmiding | Lage der Verwaltungsgemeinschaft Hinterschmiding im Landkreis Freyung-Grafenau | 31.25 (3.2 %)  | 3074 (3.9 %)   | 98               |           |         |
| Verwaltungsgemeinschaft Perlesreut      |                                             |    | Perlesreut      | Lage der Verwaltungsgemeinschaft Perlesreut im Landkreis Freyung-Grafenau      | 40.16 (4.1 %)  | 3697 (4.7 %)   | 92               |           |         |
| Verwaltungsgemeinschaft Schönberg       |                                             |    | Schönberg       | Lage der Verwaltungsgemeinschaft Schönberg im Landkreis Freyung-Grafenau       | 90.92 (9.2 %)  | 7640 (9.7 %)   | 84               |           | [ 5 ]   |
| Verwaltungsgemeinschaft Thurmansbang    |                                             |    | Thurmansbang    | Lage der Verwaltungsgemeinschaft Thurmansbang im Landkreis Freyung-Grafenau    | 55.18 (5.6 %)  | 3727 (4.7 %)   | 68               |           |         |
| Eppenschlag                             | Wappen der Gemeinde Eppenschlag             | 21 | Schönberg       | Lage der Gemeinde Eppenschlag im Landkreis Freyung-Grafenau                    | 17.03 (1.7 %)  | 947 (1.2 %)    | 56               | [ 6 ]     | [ 7 ]   |
| Freyung, St                             | Wappen der Gemeinde Freyung                 | 27 |                 | Lage der Gemeinde Freyung im Landkreis Freyung-Grafenau                        | 48.63 (4.9 %)  | 7103 (9 %)     | 146              | [ 8 ]     | [ 9 ]   |
| Fürsteneck                              | Wappen der Gemeinde Fürsteneck              | 13 | Perlesreut      | Lage der Gemeinde Fürsteneck im Landkreis Freyung-Grafenau                     | 10.43 (1.1 %)  | 822 (1 %)      | 79               | [ 10 ]    | [ 11 ]  |
| Grafenau, St                            | Wappen der Gemeinde Grafenau                | 52 |                 | Lage der Gemeinde Grafenau im Landkreis Freyung-Grafenau                       | 63.73 (6.5 %)  | 8071 (10.3 %)  | 127              | [ 12 ]    | [ 13 ]  |
| Grainet                                 | Wappen der Gemeinde Grainet                 | 12 |                 | Lage der Gemeinde Grainet im Landkreis Freyung-Grafenau                        | 36.11 (3.7 %)  | 2404 (3.1 %)   | 67               | [ 14 ]    | [ 15 ]  |
| Haidmühle                               | Wappen der Gemeinde Haidmühle               | 13 |                 | Lage der Gemeinde Haidmühle im Landkreis Freyung-Grafenau                      | 21.03 (2.1 %)  | 1394 (1.8 %)   | 66               | [ 16 ]    | [ 17 ]  |
| Hinterschmiding                         | Wappen der Gemeinde Hinterschmiding         | 11 | Hinterschmiding | Lage der Gemeinde Hinterschmiding im Landkreis Freyung-Grafenau                | 21.03 (2.1 %)  | 2457 (3.1 %)   | 117              | [ 18 ]    | [ 19 ]  |
| Hohenau                                 | Wappen der Gemeinde Hohenau                 | 24 |                 | Lage der Gemeinde Hohenau im Landkreis Freyung-Grafenau                        | 43.1 (4.4 %)   | 3213 (4.1 %)   | 75               | [ 20 ]    | [ 21 ]  |
| Innernzell                              | Wappen der Gemeinde Innernzell              | 19 | Schönberg       | Lage der Gemeinde Innernzell im Landkreis Freyung-Grafenau                     | 22.12 (2.2 %)  | 1519 (1.9 %)   | 69               | [ 22 ]    | [ 23 ]  |
| Jandelsbrunn                            | Wappen der Gemeinde Jandelsbrunn            | 54 |                 | Lage der Gemeinde Jandelsbrunn im Landkreis Freyung-Grafenau                   | 42.38 (4.3 %)  | 3317 (4.2 %)   | 78               | [ 24 ]    | [ 25 ]  |
| Mauth                                   | Wappen der Gemeinde Mauth                   | 11 |                 | Lage der Gemeinde Mauth im Landkreis Freyung-Grafenau                          | 28.88 (2.9 %)  | 2080 (2.6 %)   | 72               | [ 26 ]    | [ 27 ]  |
| Neureichenau                            | Wappen der Gemeinde Neureichenau            | 27 |                 | Lage der Gemeinde Neureichenau im Landkreis Freyung-Grafenau                   | 46.37 (4.7 %)  | 4234 (5.4 %)   | 91               | [ 28 ]    | [ 29 ]  |
| Neuschönau                              | Wappen der Gemeinde Neuschönau              | 7  |                 | Lage der Gemeinde Neuschönau im Landkreis Freyung-Grafenau                     | 27.51 (2.8 %)  | 2186 (2.8 %)   | 79               | [ 30 ]    | [ 31 ]  |
| Perlesreut, M                           | Wappen der Gemeinde Perlesreut              | 31 | Perlesreut      | Lage der Gemeinde Perlesreut im Landkreis Freyung-Grafenau                     | 29.73 (3 %)    | 2875 (3.7 %)   | 97               | [ 32 ]    | [ 33 ]  |
| Philippsreut                            | Wappen der Gemeinde Philippsreut            | 6  | Hinterschmiding | Lage der Gemeinde Philippsreut im Landkreis Freyung-Grafenau                   | 10.22 (1 %)    | 617 (0.8 %)    | 60               | [ 34 ]    | [ 35 ]  |
| Ringelai                                | Wappen der Gemeinde Ringelai                | 12 |                 | Lage der Gemeinde Ringelai im Landkreis Freyung-Grafenau                       | 16.37 (1.7 %)  | 1898 (2.4 %)   | 116              | [ 36 ]    | [ 37 ]  |
| Röhrnbach, M                            | Wappen der Gemeinde Röhrnbach               | 44 |                 | Lage der Gemeinde Röhrnbach im Landkreis Freyung-Grafenau                      | 40.62 (4.1 %)  | 4315 (5.5 %)   | 106              | [ 38 ]    | [ 39 ]  |
| Saldenburg                              | Wappen der Gemeinde Saldenburg              | 29 |                 | Lage der Gemeinde Saldenburg im Landkreis Freyung-Grafenau                     | 28.04 (2.8 %)  | 2009 (2.6 %)   | 72               | [ 40 ]    | [ 41 ]  |
| Sankt Oswald-Riedlhütte                 | Wappen der Gemeinde Sankt Oswald-Riedlhütte | 11 |                 | Lage der Gemeinde Sankt Oswald-Riedlhütte im Landkreis Freyung-Grafenau        | 40.34 (4.1 %)  | 2974 (3.8 %)   | 74               | [ 42 ]    | [ 43 ]  |
| Schöfweg                                | Wappen der Gemeinde Schöfweg                | 14 | Schönberg       | Lage der Gemeinde Schöfweg im Landkreis Freyung-Grafenau                       | 19.02 (1.9 %)  | 1284 (1.6 %)   | 68               | [ 44 ]    | [ 45 ]  |
| Schönberg, M                            | Wappen der Gemeinde Schönberg               | 40 | Schönberg       | Lage der Gemeinde Schönberg im Landkreis Freyung-Grafenau                      | 32.75 (3.3 %)  | 3890 (5 %)     | 119              | [ 46 ]    | [ 47 ]  |
| Spiegelau                               | Wappen der Gemeinde Spiegelau               | 33 |                 | Lage der Gemeinde Spiegelau im Landkreis Freyung-Grafenau                      | 47.03 (4.8 %)  | 3860 (4.9 %)   | 82               | [ 48 ]    | [ 49 ]  |
| Thurmansbang                            | Wappen der Gemeinde Thurmansbang            | 35 | Thurmansbang    | Lage der Gemeinde Thurmansbang im Landkreis Freyung-Grafenau                   | 32.93 (3.3 %)  | 2577 (3.3 %)   | 78               | [ 50 ]    | [ 51 ]  |
| Waldkirchen, St                         | Wappen der Gemeinde Waldkirchen             | 67 |                 | Lage der Gemeinde Waldkirchen im Landkreis Freyung-Grafenau                    | 80.01 (8.1 %)  | 11316 (14.4 %) | 141              | [ 52 ]    | [ 53 ]  |
| Zenting                                 | Wappen der Gemeinde Zenting                 | 27 | Thurmansbang    | Lage der Gemeinde Zenting im Landkreis Freyung-Grafenau                        | 22.25 (2.3 %)  | 1150 (1.5 %)   | 52               | [ 54 ]    | [ 55 ]  |